# Talloum
Talloum est un village du Sénégal situé en Basse-Casamance. Il fait partie de la communauté rurale de Suelle, dans l'arrondissement de Sindian, le département de Bignona et la région de Ziguinchor.
Lors du dernier recensement (2002), la localité comptait 633 habitants et 88 ménages.